# Загорка (пивоварня)
Акционерное общество «Загорка» (в написании латиницей — Zagorka) — предприятие пищевой промышленности Болгарии, занятое в сфере пивоварения. Производственные мощности расположены в городе Стара-Загора, по которому названо само предприятие и одна из его ведущих торговых марок. Принадлежит к активам одного из крупнейших мировых производителей пива корпорации Heineken International.
Торговая марка Zagorka выступает спонсором спортивных мероприятий, в частности, является партнером Болгарского футбольного союза.

## История
Пивоварня в Стара-Загоре была основана в 1902 доктором Константином Кожухаровым при привлечении средств местного кредитного общества. В 1920-х после ряда модернизаций пивоварня стала ведущим производителем пива в южной Болгарии и третьим по объемам реализации продукции пивоваренным предприятием страны.
В 1958 предприятие было полностью перестроено и получило современное название. С началом процессов разгосударствления собственности государственное на то время предприятие было приватизировано, в 1994 году контрольный пакет акций общества «Загорка» получил нидерландский пивоваренный гигант Heineken, который в течение 12 лет вложил в модернизацию производства на предприятии более 90 миллионов евро.
В 2006 году доля предприятия на болгарском рынке пива достигла 31 %.

## Ассортимент пива
Главными местными торговыми марками пива, продукция которых производится пивоварней, является Загорка, Столично, а также, после закрытия корпорацией Heineken пивоварни Ариана в Софии , — Ариана:
- Загорка — светлое пиво с содержанием алкоголя 5,0 %;
- Загорка Gold — светлое пиво с содержанием алкоголя 5,0 %;
- Столично Bock — тёмное пиво с содержанием алкоголя 6,5 %;
- Ариана — светлое пиво с содержанием алкоголя 4,5 %;
- Ариана Тъмно — тёмное пиво с содержанием алкоголя 5,5 %;

Кроме этого пивоварней по лицензии выпускаются международные сорта: Heineken, Amstel, Kaiser и Starobrno.